# Loxosceles mrazig
Espèce
Loxosceles mrazig est une espèce d'araignées aranéomorphes de la famille des Sicariidae.

## Distribution
Cette espèce se rencontre en Tunisie et en Algérie dans les wilayas de Djelfa et de Ghardaïa,.

## Description
Le mâle holotype mesure 5,61 mm, la carapace 2,39 mm de long sur 2,15 mm et l'abdomen 3,22 mm de long.
La carapace de la femelle décrite par Marc Massa et Carles Ribera Almerje en 2021 mesure 3,45 mm de long sur 2,97 mm et l'abdomen 6,16 mm de long sur 4,16 mm.

## Étymologie
Cette espèce est nommée en l'honneur des Mrazig.

## Publication originale
- (en) Carles Ribera Almerje et Enric Planas, « A new species of Loxosceles (Araneae, Sicariidae) from Tunisia », ZooKeys, no 16,‎ 2009, p. 217-225 (ISSN 1313-2989, lire en ligne, consulté le 5 décembre 2021).